# Amiga 2500
Amiga 2500 — персональный компьютер фирмы Commodore 1989 года выпуска. Был популярен в США и Канаде. Ориентирован на профессиональную аудиторию. Представлял собой Amiga 2000 с установленной картой расширения, в которой был более мощный процессор 68RC030 25 МГц (первый акселератор Commodore). Так же Amiga 2500 отличался от прародителя Amiga 2000 другим шильдиком на системном блоке.
Несмотря на высокую популярность и успешные продажи в Канаде и США, AMIGA 2500 слишком запутана, сложна и дорога. Процессор 68000 устанавливался на материнские платы, но не использовался, так как подменялся стоящим на акселераторе процессором 68020 или 68030, то есть «модель» в целом не развивала своего потенциала. Amiga 2500 оснащённый тем же самым процессором Motorola 68030, работающим на той же частоте 25 МГц, уступал в производительности Amiga 3000.
Этот компьютер продавался некоторое время и после выпуска Amiga 3000. Это было связано с тем, что популярная на телевидении карта Video Toaster оказалась несовместимой с Amiga 3000. До появления Video Toaster 4000, Amiga 2500 оставалась самой производительной Amiga используемой на телевидении.

## Комплектация
Amiga 2500 поставлялась в 3 вариантах:
- Amiga 2500/020 (предустановлена карта A2620 содержащая процессор 68020 14,3 МГц и сопроцессор 68881).
- Amiga 2500/030 (предустановлена карта A2630 содержащая процессор 68030 25 МГц и сопроцессор 68882).
- Amiga 2500UX (прилагался дистрибутив AT&T Unix System V и, (по желанию) стример и Ethernet-адаптер).

## Платы расширения
- 25 MHz accelerator — содержит процессор 68RC030 (25 МГц) и расширение Fast-памяти. Устанавливается в разъём процессора.
- 2 Mb RAM board — добавляет 2 Мб Fast-памяти, устанавливается в слот Zorro II.
- 8 Mb RAM board — добавляет 8 Мб Fast-памяти, устанавливается в слот Zorro II.
- Serial card — добавляет последовательные порты, устанавливается в слот Zorro II.
- Video card — добавляет несколько видеорежимов в 256 цветов, устанавливается в слот Zorro II.
- Video Toaster — сверх-популярная карта для совмещения видеоряда и компьютерной графики.
- Aura Sampler — семплер, устройство позволяющее оцифровывать звук с 8-битным качеством.
- Arcnet card — сетевая карта Arcnet, устанавливается в слот Zorro II.
- Ethernet card — сетевая карта Ethernet, устанавливается в слот Zorro II.
- SCSI controller — контроллер для подключения SCSI-винчестеров, также добавляет 8 Мб ОЗУ. Устанавливается в слот Zorro II.
- MFM/ST506 Hard Drive interface — контроллер для подключения MFM-винчестеров, устанавливается в слот Zorro II.
- Flicker fixer board — устраняет мерцание экрана в чересстрочных режимах. Содержит чип Amber, используемый в Amiga 3000. Устанавливается в разъём Genlock.